# Лавейкин, Иван Павлович
Иван Павлович Лавейкин (2 августа 1921, Смоленск — 2 декабря 1986, Москва) — лётчик-ас, в годы Великой Отечественной войны — командир авиа эскадрильи (1942), заместитель командира (1944) 5-го гвардейского истребительного авиационного полка (207-я истребительная авиационная дивизия, 3-й смешанный авиационный корпус, 17-я воздушная армия, Юго-Западный фронт), гвардии капитан, Герой Советского Союза (1943), Военный лётчик 1-го класса, генерал-майор авиации (1960), кандидат военных наук (1985).
Отец Героя Советского Союза Летчика-космонавта СССР Александра Ивановича Лавейкина.

## Биография
Родился 2 августа 1921 года в Смоленске в семье рабочего. Русский. В возрасте 3 лет потерял отца, Павла Николаевича Лавейкина, который работал на железной дороге и трагически погиб, выполняя служебные обязанности, а позже мать, Ольгу Маркеловну. Юность провёл в городе Брянск. В 1938 году окончил 9 классов средней школы. В июле-ноябре 1938 года работал грузчиком и фрезеровщиком на Брянском Красном Артиллерийском механическом заводе, в ноябре 1938 года — феврале 1939 — грузчиком при строительстве здания Брянского аэроклуба. Без отрыва от производства учился летать, и в ноябре 1938 года окончил Брянский аэроклуб.

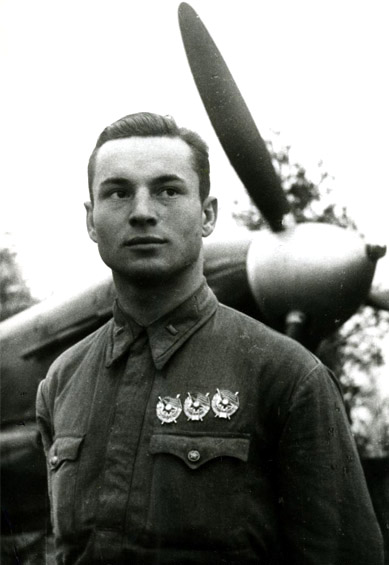
Командир 2-й эскадрильи 5-го ГИАП гвардии капитан И. П. Лавейкин. Октябрь 1942 года

В Красной Армии с 1939 года. Учился в Одесской школе пилотов, которую окончил в 1940 году. В звании младшего лейтенанта был направлен на службу в 4-ю эскадрилью 33-го истребительного авиационного полка 10-й смешанной авиационной дивизии в составе ВВС 4-й армии Западного Особого Военного Округа.
Великую Отечественную войну встретил на аэродроме Пружаны в 60 км от Бреста, на который ранним утром 22 июня 1941 года начался массированный налет вражеской авиации.
В начале августа 33-й иап был переведён на Западное направление под Смоленск, а 8 августа 1941 года 4-я эскадрилья 33-го иап вошла в состав 129-го иап для пополнения. Уже 18 августа 1941 г., в районе города Дорогобуж И. П. Лавейкин на истребителе ЛаГГ-3 открыл список личных побед, сбив самолёт противника Ме-109E, который расстреливал опускавшихся на парашютах наших лётчиков, покинувших горящий бомбардировщик СБ.
23 августа 1941 г. в районе Великих Лук в воздушном бою получил ранение в левую руку. Выполняя пилотирование одной рукой привёл и посадил подбитый самолёт на свой аэродром, за что был представлен к награде.
На Калининском фронте 129-й истребительный авиационный полк принял самое непосредственное участие в контрнаступлении под Москвой. В день контрнаступления советских войск под Москвой 6 декабря 1941 г. «За боевые заслуги и участие в оборонительных боях под Москвой и проявленные при этом мужество и героизм» приказом Народного комиссара обороны СССР № 351 от 6 декабря 1941 г. 129-му истребительному авиационному полку, среди первых в авиации шести полков, было присвоено звание «гвардейский». Он стал именоваться 5-м гвардейским истребительным авиационным полком, впоследствии ставшим самым результативным полком по количеству сбитых самолётов противника.
В сентябре 1942 года гвардии капитан Лавейкин Иван Павлович назначается на должность командира 2-й эскадрильи 5-го гвардейского истребительного авиационного полка (207-я истребительная авиационная дивизия, 3-й смешанный авиационный корпус, 17-я воздушная армия, Юго-Западный фронт).
8 мая 1943 года в ходе боев над Донбассом прикрывая наши войска на плацдарме на правом берегу Северского Донца в районе села Привольное И. П. Лавейкин на Ла-5, оказался в ситуации, когда после тяжелейшего воздушного боя, отправив группу на свой аэродром и оставшись в арьергарде, он был атакован 4 внезапно появившимся из-за облачности фашистскими лётчиками -экспертами. Переведя бой на вертикали и создав для противника невыгодную обстановку сбил два Ме-109G и с помощью подоспевших товарищей обратил в бегство оставшихся.
20 июля 1943 г. в ходе Изюм-Барвенковской наступательной операции (5-й ГИАП находился в составе 17-й Воздушной армии), прикрывая переправу через реку Северский Донец и войска на плацдарме южнее поселка Червонный Шахтер, ведомые гвардии капитаном И. П. Лавейкиным 12 Ла-5 вступили в бой с 35 истребителями противника Ме-109F и Фв-190, 12 бомбардировщиками Хе-111 и 18 Ю-87. Наши летчики сбили семь самолётов, из которых два Ме-109F сбил ведущий группы.
15 августа 1943 г. в ходе Донбасской наступательной операции в районе г. Изюм девятка Ла-5 И. П. Лавейкина вступила в бой со 120 самолётами противника. В результате воздушного боя сбили шесть и подбили четыре самолёта врага.
14 октября 1943 г. в ходе Запорожской операции, прикрывая войска в районе Запорожья, наша восьмерка Ла-5ФН встретилась с 25 Ю-87, 13 Ю-88, 4 Фв-190 и 2 Ме-109G. Результат: сбито четыре самолёта противника, из них два бомбардировщика Ю-88 и Ю-87 сбил заместитель командира полка гвардии майор Иван Павлович Лавейкин.
За мужество и героизм проявленные в борьбе с немецко-фашистскими захватчиками Указом Президиума Верховного Совета СССР от 24 августа 1943 г. Лавейкину Ивану Павловичу было присвоено звание Героя Советского Союза с вручением Ордена Ленина и медали Золотая Звезда (№ 1113).
За время Великой Отечественной войны 12 лётчикам эскадрильи были присвоены звания Героя Советского Союза. Летчики эскадрильи только за 8 месяцев 1943 г. уничтожили в воздушных боях 129 фашистских самолётов, потеряв своих 10 машин и четырёх товарищей. В 1943 г. на участках фронта, где воевал 5-й ГИАП, с немецкой стороны в боевых действиях принимала участие 52-я истребительная эскадра «Флиглиге Шверт» («Летающий меч»), в состав которой входили такие известные асы, как Эрик Хартманн и Гюнтер Ралль, якобы сбившие несколько сотен наших самолётов каждый. Что-то не ладилось у немецких асов с системой регистрации и подтверждения побед, если только одна эскадрилья Лавейкина имела счет потерь и побед 1:13. Серьёзный пробел в пропаганде Геббельса.
В октябре 1943 г. гвардии майор И. П. Лавейкин (в возрасте 22-х лет) назначается на должность заместителя командира 5-го гв. иап. В октябре 1944 г. назначается на должность летчика-инспектора по воздушному бою Управления истребительной авиации Главного управления боевой подготовки фронтовой авиации ВВС Красной армии и продолжает боевые вылеты в составе 2-й воздушной армии.

### Сброс знамени на крышу рейхстага
1 мая 1945 г. в 12 часов с аэродрома Альтено, рядом с немецким городом Луккау, по приказу командующего 2-й воздушной армией 1-го Украинского фронта генерал — полковника авиации Степана Акимовича Красовского взлетели 22 истребителя Як-3 и взяли курс на Берлин. На двух самолётах летчиков 7-й гвардейской истребительной авиационной дивизии полковника Г. А. Лобова находились знамёна. Первое знамя на двухместном самолёте — спарке гвардии майора И. А. Малиновского, в задней кабине которого со знаменем сидел корреспондент армейской газеты капитан А. М. Хорунжий. Второе знамя размещалось под посадочными щитками самолёта старшего лейтенанта К. В. Новоселова. Шестеркой Як-3 почетного эскорта пилотировали летчики Главного управления боевой подготовки фронтовой авиации ВВС — дважды Герой Советского Союза А. В. Ворожейкин, Герои Советского Союза: И. П. Лавейкин, П. И. Песков, П. В. Полоз, А. Г. Ткаченко и К. М. Трещёв.
«Яки» прошли над набережной Шпрее над колоннами танков 1-й гвардейской танковой армии. Танкисты сидели на броне и, размахивая своими шлемами, криками «Ура!» приветствовали парадный строй истребителей.
Недалеко от здания рейхстага горело бензохранилище. Сориентировавшись по направлению чёрного дыма, самолёты проследовали точно над зданием. В небе вспыхнули алым цветом два утяжеленных снизу шестиметровых полотнища с надписями на первом «Победа» (на обратной стороне «Слава советским воинам, водрузившим Знамя Победы над Берлином»), на втором «Да здравствует 1 мая!».
За годы войны Лавейкин участвовал в Смоленском сражении, обороне Москвы, Ржевско-Вяземской и Ржевско-Сычевской операциях, Сталинградской битве, Ворошиловоградской операции, Курской битве, Изюм-Барвенковской, Белгородско-Харьковской, Донбасской, Запорожской, Днепропетровской и Львовско — Сандомирской стратегических операциях, в Берлинской битве и освобождении Праги. Совершил 498 боевых вылетов, сбил 24 лично самолётов противника в 106 воздушных боях.
На фронтах войны совершил около 600 боевых вылетов, сбил лично 24 самолёта противника.

### После войны
В 1950 году окончил Военно-воздушную академиюи был назначен на должность старшего инспектора-летчика Инспекторской группы ВВС. В июне 1953 г. полковник Лавейкин И. П. назначается на должность заместителя начальника отдела боевой подготовки Управления ВУЗов ВВС. В 1957 году оканчивает Военную академию Генерального штаба. Назначается на должность командира 29-й истребительной авиационной Амурской дивизии в Дальневосточном военном округе (остров Сахалин). 5 мая 1960 года И. П. Лавейкину было присвоено звание генерал-майор авиации.
С августа 1960 года по март 1963 года — командир 239-й истребительной авиационной Барановичской Краснознаменной дивизии в Северной группе войск (Польша). В этот период личный состав дивизии переучивался на новые сверхзвуковые истребители МиГ-21. Первым в дивизии освоил этот истребитель.
Всего за время летной работы освоил самолёты: По-2, Ут-1, Ут-2, Ути-4, И-5, И-15, И-16, ЛаГГ-3, Ла-5, Ла5-Ф, Ла5-ФН, Ла-7, Ла-9, Ла-11, Як-3, Як-7б, Як-9у, Як-11, Як-17, Ути МиГ-15, МиГ-15, МиГ-17, МиГ-21.
С 1964 года на преподавательской работе — старший преподаватель, а с 1975 г. начальник кафедры ВВС Военной академии имени М. В. Фрунзе.
В 1973 году кинорежиссёр Леонид Быков на киностудии им. А. Довженко снял фильм «В бой идут одни "старики"», в основу которого положен боевой путь и события, происходившие во 2-й эскадрилье 5-го гвардейского истребительного авиационного полка. Именно после встречи с ветеранами эскадрильи Леониду Федоровичу пришла идея создать фильм о лётчиках-истребителях и, что очень важно, ему удалось передать атмосферу фронтового братства, взаимовыручки, величайшего летного мастерства и тонкого юмора, царившую во 2-й эскадрилье и созданную во многом благодаря её командиру Ивану Павловичу Лавейкину.

Надгробный памятник И. П. Лавейкину на Кунцевском мемориальном кладбище Москвы.

Иван Павлович Лавейкин скончался 2 декабря 1986 года. Похоронен с воинскими почестями на Кунцевском мемориальном кладбище в Москве.

## Награды
- Орден Ленина (24.08.1943);
- Четыре ордена Красного Знамени (3.11.1941; 29.12.1941; 6.04.1942; 22.02.1955);
- Два ордена Отечественной войны 1-й степени (30.07.1943; 11.03.1985);
- Два ордена Красной Звезды (29.04.1954; 30.04.1954);
- Орден «За службу Родине в Вооружённых Силах СССР» 3-й степении (30.04.1975);
- Медали СССР;
- Польский Золотой Крест Заслуги (6.10.1973);
- другие иностранные награды.